# Nederlandse kampioenschappen schaatsen afstanden 2023 - 1000 meter vrouwen
De 1000 meter vrouwen op de Nederlandse kampioenschappen schaatsen afstanden 2023 werd gehouden op zondag 5 februari 2023 in Thialf in Heerenveen. Er reden 20 deelneemsters mee.
Titelverdedigster was Jutta Leerdam, die de titel pakte tijdens de Nederlandse kampioenschappen schaatsen afstanden 2022. Leerdam won haar vierde titel op rij mocht samen met de zussen De Jong naar het wereldkampioenschap.

## Uitslag
| #      | Schaatsster               | Tijd       |
| ------ | ------------------------- | ---------- |
| Goud   | Jutta Leerdam             | 1.13,58    |
| Zilver | Antoinette Rijpma-de Jong | 1.14,86    |
| Brons  | Michelle de Jong          | 1.14,96    |
| 4      | Femke Kok                 | 1.15,03    |
| 5      | Marrit Fledderus          | 1.15,86    |
| 6      | Naomi Verkerk             | 1.16,00    |
| 7      | Sanneke de Neeling        | 1.16,30    |
| 8      | Helga Drost               | 1.16,30    |
| 9      | Esmé Stollenga            | 1.16,77    |
| 10     | Myrthe de Boer            | 1.16,81    |
| 11     | Isabel Grevelt            | 1.16,83    |
| 12     | Elisa Dul                 | 1.16,87    |
| 13     | Maud Lugters              | 1.17,21    |
| 14     | Reina Anema               | 1.17,45    |
| 15     | Dione Voskamp             | 1.17,86    |
| 16     | Anna Boersma              | 1.18,06    |
| 17     | Sylke Kas                 | 1.18,29    |
| 18     | Meike Veen                | 1.18,31 pr |
| 19     | Aveline Hijlkema          | 1.19,85    |
| 20     | Ju-Lin de Visser          | 1.20,27 pr |

1987 · 
1988 · 
1989 · 
1990 · 
1991 · 
1992 · 
1993 · 
1994 · 
1995 · 
1996 · 
1997 · 
1998 · 
1999 · 
2000 · 
2001 · 
2002 · 
2003 · 
2004 · 
2005 · 
2006 · 
2007 · 
2008 · 
2009 · 
2010 · 
2011 · 
2012 · 
2013 · 
2014 · 
2015 · 
2016 · 
2017 · 
2018 · 
2019 · 
2020 · 
2021 · 
2022 · 
2023 · 
2024 · 
2025